# 21st Century Girls
21st Century Girls fue una banda adolescente fundada en 1996 en Dudley, West Midlands, Reino Unido. Anteriormente llamada She Devil, la banda originalmente consistía en la cantante Leanne Garner, su hermana Fiona Garner en el bajo, las guitarristas Kate Turley y Mim Mohammad, y la baterista Charlotte Fendick. Fendick dejó la banda, y Mohammad la reemplazó en la batería. En 1999, la banda (de entonces 14 a 16 años) fueron las primeras en firmar con el sello de Simon Fuller, 19 Recordings. Después de una gran campaña de publicidad, la banda lanzó su sencill debut «21st Century Girls», en junio de 1999. El sencillo alcanzó el #16 en los charts de Reino Unido. La banda se disolvió después de haber sido retiradas de su sello discográfico en 2000.
Kate Turley formó la banda The Fight.

## Discografía
- 1999: 21st Century Girls (Solo en Japón)